# IS-4
IS-4 (ros. ИС-4) – czołg ciężki, konstrukcji radzieckiej, z okresu po II wojnie światowej. Najcięższy z czołgów, który znalazł się na wyposażeniu sił zbrojnych ZSRR.

## Historia
Prace nad prototypem IS-4 rozpoczęto w Czelabińsku bez oficjalnego zamówienia ze strony Dowództwa Wojsk Pancernych i Zmechanizowanych i bez zezwolenia rządowego. Miał to być pojazd konkurencyjny dla IS-2, przewyższający go pod względem podstawowych wskaźników bojowych, a w przyszłości mający go zastąpić. Czołg IS-4 powstawał w roku 1944 równolegle z czołgiem ciężkim IS-3 i miał być przeciwwagą dla  niemieckiego czołgu ciężkiego PzKpfw VI B Königstiger. Głównym konstruktorem odpowiedzialnym za projekt został Lew Trojanow. Prace nad prototypem oznaczonym Obiekt 701 (ros.Объект 701) były finansowane z wewnętrznego budżetu fabryki. Latem 1944 roku zmontowano drewnianą makietę czołgu. Następnie powstało kilka prototypów:
- Obiekt 701-2 o masie 55,9 t. W pierwszej wersji głównym uzbrojeniem czołgu była armata S-34 kalibru 100 mm z lufą o długości 47 kalibrów, bez hamulca wylotowego[d]. Dodatkowe uzbrojenie stanowił karabin maszynowy DT kalibru 7,62 mm. Powstały dwa pojazdy eksperymentalne, z czego jeden przezbrojono w armatę S-34-1 kalibru 122 mm z wydłużoną lufą i hamulcem wylotowym[2].
- Obiekt 701-5 o masie 58,5 t. Wzrost masy wynikał z pogrubionego pancerza. Czołg uzbrojono w armatę S-34P kalibru 122 mm. Armata miała kołyskę z S-34 oraz lufę z A-19. Pojazd przechodził próby strzelania w drugiej połowie 1944 roku[2].
- Obiekt 701-6 o masie 60 t powstał w wyniku przebudowania Obiektu 701-5. Pojazd uzbrojono w armatę D-25T kalibru 122 mm sprzężoną z wkm DSzK kalibru 12,7 mm. Do uzbrojenia czołg przyjęto ostatecznie dopiero w 1947 roku w wersji odpowiadającej ostatniemu prototypowi[2].

## Produkcja
Pierwsze standardowe egzemplarze zbudowano w latach 1945-1946, natomiast główną partię pojazdów wyprodukowano w latach 1947-1949. IS-4 nie spełnił wysokich wymagań Armii Czerwonej, która kładła duży nacisk na małą masę i dużą mobilność czołgów, w rezultacie produkcja IS-4 zakończyła się na niewielkiej, jak na warunki ZSRR, liczbie około 250 egzemplarzy.

## Opis konstrukcji
- Kadłub i wieża

Kadłub czołgu powtarzał w zmodyfikowanej formie koncepcję kadłuba czołgu T-34. Pancerz wieży i kadłuba był spawany z płyt walcowanych oraz odlewów. Wieża posiadała napęd obrotu elektryczny i ręczny.
- Zawieszenie

W podwoziu wykorzystano wiele elementów z czołgu IS-2. Stanowiło je 7 par podwójnych stalowych kół jezdnych i 3 pary podwójnych kół podtrzymujących górną część gąsienicy. Koła napędowe były z tyłu kadłuba, a napinające z przodu. Zawieszenie było niezależne na wałkach skrętnych.
- Napęd

Napęd pojazdu stanowił czterosuwowy, 12-cylindrowy, o pojemności 38800 cm³ wysokoprężny silnik W-12 chłodzony płynem będący rozwinięciem silnika W-2. Osiągał moc 750 KM przy 2100/obr./min. Moc taką osiągnięto poprzez zastosowanie nowej sprężarki oraz zmianę m.in. pompy paliwowej i wzmocnienie niektórych elementów. Dla silnika W-12 skonstruowano specjalny układ chłodzenia z chłodnicami i dwoma wentylatorami dużej średnicy.
- Wyposażenie i uzbrojenie

Czołg wyposażono w 1 przegubowy celownik teleskopowy TSz-45 (TШ-45), 1 przyrząd obserwacyjny dowódcy TPK-1 oraz 4 peryskopy obserwacyjne Mk-4.
Do zapewnienia łączności zewnętrznej służyła radiostacja 10-RK-26 (10-PK-26) lub 10RT (10PT). Łączność wewnętrzną umożliwiał czołgowy telefon wewnętrzny. Początkowo był to TPU-4-Bis-F (ТПУ-4-Бис-Ф), a następnie TPU-47 (ТПУ-47).
Czołg był uzbrojony w armatę wz. 1943 D-25DT kalibru 122 mm. Kąt ostrzału armaty w płaszczyźnie poziomej wynosił 360° i w płaszczyźnie pionowej -3°+19°. Z armatą sprzężony był wkm DSzK kalibru 12,7 mm, drugi wkm DSzK kalibru 12,7 mm zamontowano jako przeciwlotniczy na wieży. Był on wyposażony w celownik kolimatorowy K8-T (późniejsze egzemplarze K10-T). Zapas naboi: 30 do armaty i 1000 do wielkokalibrowych karabinów maszynowych.

## Służba
Z powodu niewielkiej liczby wyprodukowanych pojazdów, IS-4 znalazły się na wyposażeniu tylko niektórych pułków czołgów ciężkich Armii Radzieckiej. Nigdy nie uczestniczyły w walkach. Brały udział w wielkich manewrach na poligonie Kapustin Jar, gdzie badano wpływ autentycznego użycia broni atomowej na żołnierzy i pojazdy. Niektóre z pułków znalazły się w składzie Zabajkalskiego Okręgu Wojskowego oraz Dalekowschodniego Okręgu Wojskowego. Po wybuchu wojny w Korei jednostki te postawiono w stan pogotowia bojowego, ale nie doszło do ich użycia. Stosunkowo szybko wycofano IS-4 z jednostek pierwszoliniowych. Czołg pod względem uzbrojenia nie przewyższał IS-3, a jego cena jednostkowa była trzy razy większa. W czasie eksploatacji natrafiono też na trudności wynikające z wymiarów i masy pojazdów. Duże wymiary utrudniały załadunek i transport koleją. Masa powodowała duże problemy w czasie marszu, gdyż przeciętne mosty nie wytrzymywały ciężaru wozu. IS-4 w porównaniu z czołgiem IS-3 był konstrukcją, która nie spełniła oczekiwań radzieckiego dowództwa, był ciężki, ważył aż 60 ton (IS-3 ważył 45,8-46,5), a jego pancerz przedni był ukształtowany w sposób tradycyjny w porównaniu z nowatorskim "nosem szczupaka" IS-3. IS-4 mimo dużo większej masy posiadał taką samą siłę ognia co IS-2 i IS-3, gdyż wszystkie te pojazdy wyposażono w tę samą armatę – D-25Т. Po wycofaniu pojazdów z pierwszej linii wykorzystywano je jako wkopane w ziemie nieruchome punkty ogniowe wzdłuż granicy z Chinami.

## Zachowane egzemplarze
Do dziś zachowały się dwa egzemplarze. Jeden znajduje się w Muzeum Czołgów w Kubince, a drugi ustawiono jako pomnik w przysiółku Zabajkalskie w dawnym obwodzie Czyta. 